# Lavinia Agache
Lavinia Agache, po mężu Carney (ur. 11 lutego 1966 w Căiuți) – rumuńska gimnastyczka sportowa. Mistrzyni i brązowa medalistka olimpijska z Los Angeles (1984), mistrzyni Europy (1983) w ćwiczeniach na równoważni. Wielokrotna medalistka mistrzostw świata i Europy.
Startowała na arenie międzynarodowej w latach 1979–1985. Zakończyła karierę po doznaniu kontuzji kolana. Wróciła do profesjonalnego sportu w 1991 roku, kiedy to uczestniczyła w mistrzostwach świata profesjonalistów w gimnastyce sportowej. Przeprowadziła się do Stanów Zjednoczonych, gdzie występowała w pokazach sportowych. Wyszła za mąż za Toma Carney’a i pracowała jako trenerka gimnastyki.

## Osiągnięcia
| Rok                   | Zawody                | Konkurencja           | Konkurencja           | Konkurencja           | Konkurencja           | Konkurencja           | Konkurencja           |
| Rok                   | Zawody                | VT                    | UB                    | BB                    | FX                    | AA                    | Team                  |
| Zawody międzynarodowe | Zawody międzynarodowe | Zawody międzynarodowe | Zawody międzynarodowe | Zawody międzynarodowe | Zawody międzynarodowe | Zawody międzynarodowe | Zawody międzynarodowe |
| --------------------- | --------------------- | --------------------- | --------------------- | --------------------- | --------------------- | --------------------- | --------------------- |
| 1983                  | Mistrzostwa Europy    | 3                     | 2                     | 1                     | 8                     | 2                     | NO                    |
| 1983                  | Mistrzostwa świata    | 2                     | 2                     | 3                     | 4                     | 6                     | 2                     |
| 1984                  | Igrzyska olimpijskie  | 3                     | 8                     | 12T QR                | 23T QR                | 11 QR                 | 1                     |